# D'Angello & Francis
D'Angello & Francis is een Belgisch dj- en producerduo bestaande uit Angelo De Laet en Cédric Franssens.

## Carrière

### Muziek
D’Angello & Francis begonnen in 2016 met hun duoperformance. In de zomer van 2017 brachten ze hun remix ‘Let The Song Play’ uit. Hierna volgende samenwerkingen met Bassjackers, Le Shuuk, Harry Apex en Dimitri Vegas & Like Mike. In de zomer van 2016 stonden ze voor het eerst op Tomorrowland op The Opera Stage. Vanaf 2016 waren D’Angello & Francis vaste gasten op Tomorrowland in België, in 2019 speelden ze zelfs een set op de mainstage.
D’Angello & Francis werken samen met platenlabel Smash The House. Op dit label brengen onder andere Dimitri Vegas & Like Mike, Bassjackers, Yves V, Sandro Silva, Alvaro, Wolfpack, MATTN, Lost Frequencies, Broiler muziek uit. 
D’Angello & Francis drukten al snel hun stempel op de Smash The House-imprint met hun stellaire remix-taken van Dimitri Vegas & Like Mike's nummer 'Stay A While'. Daarop volgde het nummer 'All Aboard', een samenwerking met Bassjackers. ‘All Aboard’ bereikte meer dan 15 miljoen Spotify Streams. Met hun opvolgingsreleases als 'Victorum', 'Kings', 'Raveheart', 'Shake', 'Warchant' en 'Electric Tribe' bereikten D’Angello & Francis wereldwijd ondertussen miljoenen luisteraars op streaming platformen.
Als onderdeel van de Smash The House Family werden ze een begrip op Tomorrowland. Zo stonden D’Angello & Francis aan het hoofd van het Unite with Tomorrowland Festival in Taiwan en daarnaast tourden ze door Zuid-Amerika en Azië. In 2019 staken D'Angello & Francis de Tomorrowland Mainstage in brand met het nummer ‘The Flight’. ‘The Flight’ is opnieuw een samenwerking met Dimitri Vegas & Like Mike en Bassjackers. In 2020 werkte het duo aan een nieuw soort muziek met hun 2020-missie 'Save The Rave'. In de zomer van 2020 gaven ze een epische livestream performance vanuit het Havenhuis in de haven van Antwerpen. Eind augustus brachten D'Angello & Francis samen met Armin van Buuren hun zomerhit Que Pasa uit.

### Overige
Na tientallen producties die op de radio, in beatportcharts en twee keer in de USA Billboard ranking werden opgenomen, positioneerde D'Angello & Francis zich enkele jaren geleden als mainstage georiënteerde artiest. Met hun meer dan 1 miljoen maandelijkse luisteraars op streamingplatforms, behoren ze tot de top van meest gestreamde Belgische artiesten wereldwijd.

## Discografie

### Singles
| Jaar | Titel                                       | Samenwerking met                       | Label                 |  |
| ---- | ------------------------------------------- | -------------------------------------- | --------------------- |  |
| 2017 | All Aboard (Dimitri Vegas & Like Mike Edit) | Bassjackers                            | Smash The House       |  |
| 2018 | Victorium                                   | Jaxx & Vega, Le Shuuk                  | Smash The House       |  |
| 2018 | Kings                                       | Nino Lucarelli                         | Smash The House       |  |
| 2019 | Raveheart (Jaxx & Vega Edit)                | Le Shuuk                               | Smash The House       |  |
| 2019 | Shake                                       | Harry Apex                             | Smash The House       |  |
| 2019 | Warchant                                    |                                        | Smash The House       |  |
| 2019 | The Flight                                  | Dimitri Vegas & Like Mike, Bassjackers |                       |  |
| 2019 | Electric Tribe                              |                                        | Smash The House       |  |
| 2020 | Que Pasa                                    | Armin van Buuren                       | Armada                |  |
| 2021 | Techno On My Mind                           |                                        | Smash The House       |  |
| 2021 | The Launch                                  |                                        | RAVEHOUSE MUSIC GROUP |  |
| 2021 | In My Mind                                  |                                        | RAVEHOUSE MUSIC GROUP |  |
| 2021 | The World Is Yours                          |                                        | RAVEHOUSE MUSIC GROUP |  |
| 2022 | In The Air Tonight                          |                                        | RAVEHOUSE MUSIC GROUP |  |
| 2022 | Group Hypnosis                              |                                        | RAVEHOUSE MUSIC GROUP |  |
| 2022 | Mind Control                                |                                        | RAVEHOUSE MUSIC GROUP |  |
| 2022 | Gold                                        | Nikko, Belle Humble                    | ARMADA                |  |
| 2023 | Future Rave Is Now                          |                                        | RAVEHOUSE MUSIC GROUP |  |
| 2023 | Afterglow                                   |                                        | RAVEHOUSE MUSIC GROUP |  |
| 2023 | Artificial Intelligence                     |                                        | RAVEHOUSE MUSIC GROUP |  |
| 2024 | Push Up (My Funky Beat)                     |                                        | RAVEHOUSE MUSIC GROUP |  |
| 2024 | Sandstorm                                   |                                        | RAVEHOUSE MUSIC GROUP |  |
| 2024 | Chopped                                     |                                        | REVEALED              |  |
| 2024 | Turn It Up                                  |                                        | REVEALED              |  |
| 2024 | Big                                         |                                        | REVEALED              |  |
| 2024 | Redlight                                    | Nikko                                  | GEMSTONE              |  |

### Remixes
- MATTN & Magic Wand - Let The Song Play (D'Angello & Francis Remix)
- Ultra Naté - Free (Live Your Life) (D'Angello & Francis 2020 Remix)